# 天鶴座δ1
天鶴座δ1，又名CD-4414931，HD 213009、SAO 231154、HR 8556，是天鶴座的一颗恒星，视星等为3.97，位于銀經353.77，銀緯-57.05，其B1900.0坐标为赤經22h 23m 17.6s，赤緯-44° -57.05′ 23″。